# Astragalus nigriceps
Astragalus nigriceps là một loài thực vật có hoa trong họ Đậu. Loài này được Popov miêu tả khoa học đầu tiên.